# Brečići
Brečići is een plaats in de gemeente Pojezerje in de Kroatische provincie Dubrovnik-Neretva. De plaats telt 0 inwoners (2001).